# Maine de Biran
Maine de Biran [mén d:biran], vlastním jménem Francois-Pierre-Gonthier de Biran (29. listopadu 1766 Bergerac, Francie – 20. července 1824 Paříž) byl francouzský politik, filosof a psycholog. Ovlivnil světový názor Henri Bergsona.

## Život
Po studiu vstoupil Maine de Biran do osobní stráže krále Ludvíka XVI. a revoluci roku 1789 zažil ve Versailles. Pak se stáhl do ústraní a věnoval se zcela psychologii a filosofii; sám píše o „skoku z frivolity do filosofie“. Roku 1797 byl zvolen do Direktoria, ale pro podezření z věrnosti králi byl brzy vyloučen. Roku 1813 se postavil proti Napoleonovi a po obnovení království byl několikrát zvolen do Parlamentu, většinu roku však trávil na svém statku. Datum jeho smrti není přesně známo.

## Dílo
Z jeho velmi originálního díla vyšlo za jeho života jen několik esejů, teprve spis Rozbor myšlení (1811) vzbudil značnou pozornost a Maine de Biran se stal členem Institut de France. Sebrané spisy vyšly v šesti svazcích, roku 1841 již publikované texty a 1859 nepublikované. Maine de Biran začal jako empirista, detailním a přesným zkoumáním se však přesvědčil, že lidské vnímání nelze vyložit jen jako pasivní přijímání vjemů smysly, nýbrž že je třeba zahrnout i aktivní roli pozornosti a zvyku. Poznání zahrnuje i pocit odporu předmětu, který je třeba překonat. Rozhodující roli hraje zkušenost, jež se z elementárních začátků postupně rozvíjí ve styku se světem. Věnoval se také studiu rozdílů mezi zvířaty a člověkem, a tedy i psychologii a duchovnímu životu člověka, nakonec dospěl ke křesťanské mystice lásky. Jeho význam tkví zejména v jeho antropologii: jako jeden z prvních se snažil důsledně odstranit dualismus duše a těla, aniž by upadl do vulgárního materialismu. V Česku se jeho dílem zabýval Jan Patočka.

## Díla
- O významu zvyku (1803)
- Rozbor myšlení (1811)
- Vztah fysické a mravní stránky člověka (1811)
- Esej o základech psychologie (asi 1812, vyd. 1859)